# W Window System
Hệ thống W window là một hệ thống cửa sổ và là tiền thân của tên gọi cũng như các khái niện của hệ thống Hệ thống X Window hiện đại ngày nay
W ban đầu được phát triển tại Đại học Stanford bởi Paul Asente và Brian Reid cho hệ điều hành V. Trong năm 1983, Paul Asente và Chris Kent chuyển thể hệ thống UNIX trên VS100, cung cấp một bản sao cho những người nghiên cứu Khoa học máy tính tại phòng thí nghiệm của MIT.
Năm 1984 Bob Scheifler của MIT thay thế giao thức đồng bộ của W với một thay thế không đồng bộ và được đặt tên X.
Kể từ thời gian này hệ thống cửa sổ x đã đi qua rất nhiều thay đổi cơ bản và không còn mang bất kỳ sự tương đồng đáng kể với W.

## Các hệ thống W window khác
Có nhiều hơn một  hệ thống cửa sổ đặt tên theo W. Vào năm 1995 Torsten Scherer phát hành một bộ gọi là W1R3; nó đã được sửa đổi bởi Eero Tamminen và phát hành Lưu trữ ngày 7 tháng 2 năm 2006 tại Wayback Machine là W1R4 dưới GNU Lesser General Public License cho các thư viện, và GNU General Public Licensecho phần còn lại.  This work postdates both W and X by many years, và không có code chung với một trong hai. Nó được sử dụng trong Yopy Linux PDA.